# Haute Commission interalliée des territoires rhénans

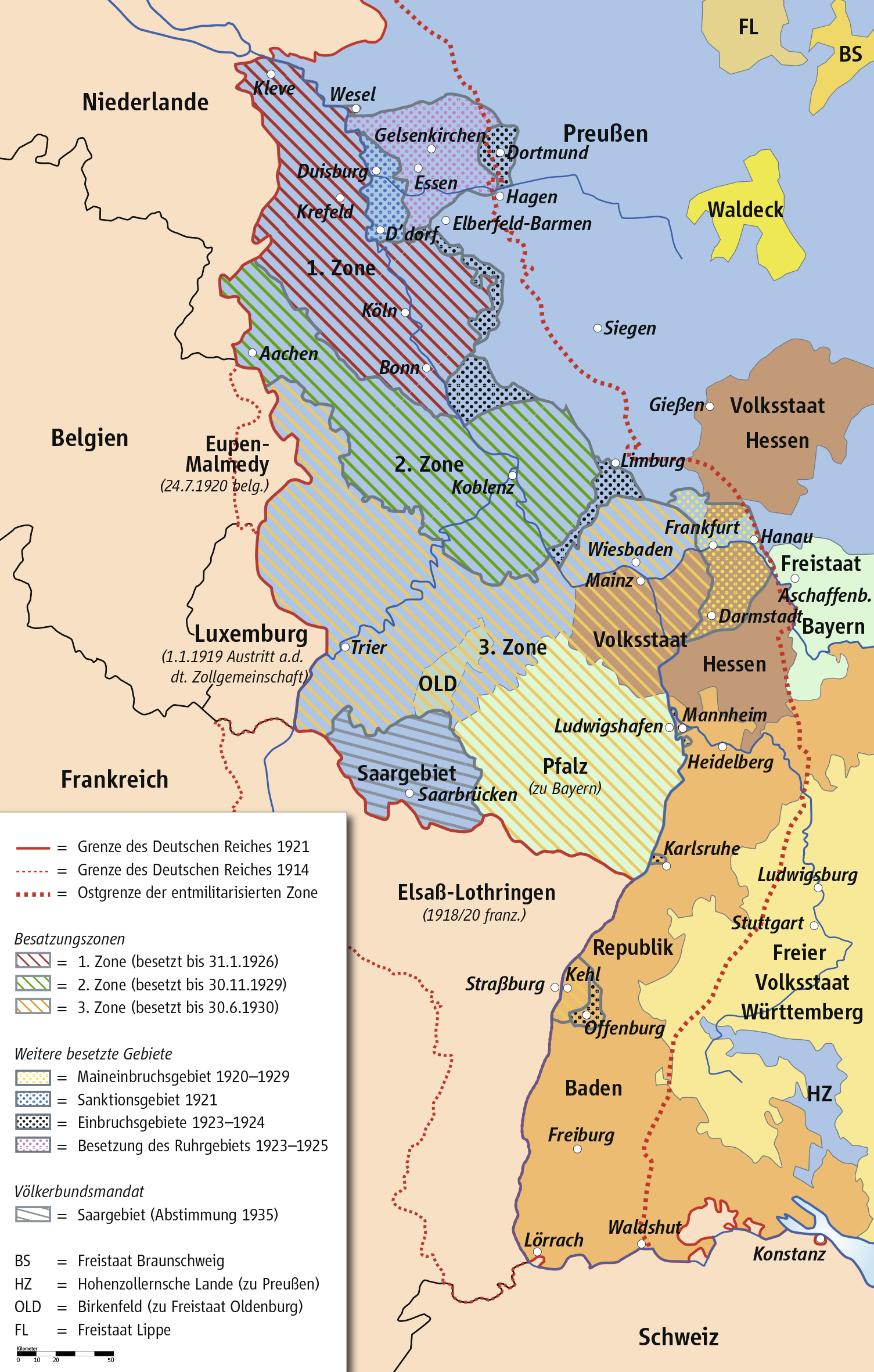
Occupation de la Rhénanie

La Haute Commission interalliée des territoires rhénans a été créée le 28 juin 1919 dans le cadre du traité de Versailles afin superviser l'occupation de la Rhénanie et « assurer, par tous les moyens, la sécurité et la satisfaction de tous les besoins des armées d'occupation ». Elle est entrée en application le 10 janvier 1920 lors de l’entrée en vigueur du traité. Cette commission était basée à Coblence.

## Membres

### Président du Haut-commissariat interallié de Rhénanie (à Coblence)
1919 - 1930 : Paul Tirard (France)

### Haut-commissaire
Pierrepont Noyes (États-Unis) (1919 - mai 1920)
Henry Tureman Allen (États-Unis) (mai 1920 - 24 janvier 1923)
Professeur Rolin Jacquemyns (Belgique)
Sir Harold Stuart (Grande-Bretagne) (1919 - 16 décembre 1920)
Victor Hay, 21e comte d’Erroll (Grande-Bretagne) (16 décembre 1920 - Mai 1928)
William Seeds (Grande-Bretagne) (mai 1928 - 12 décembre 1929)

### Membres non votants cooptés
Karl von Starck (1919 -1921)
Prince Hermann von Hatzfeldt-Wildenburg

### Président de laCommission militaire interalliée de contrôle(pour l'Allemagne, après 1922)
1919 - 1924 Charles Marie Edouard Nollet (France)
1924 - 1927 Camille Welch (France)

## Bases juridiques de la Commission
La partie XIV, section i, du traité de Versailles stipulait:

### Article 428
Pour garantir l'exécution du présent traité par l'Allemagne, le territoire allemand situé à l'ouest du Rhin, ainsi que les têtes de pont, sera occupé par des troupes Alliées et associées pendant une période de quinze ans à compter de l'entrée en vigueur du présent traité.

### Article 429
Si les conditions du présent traité sont fidèlement remplies par l'Allemagne, l'occupation visée à l'article 428 sera successivement réduite comme suit:
(i) À l'expiration d'un délai de cinq ans, il sera évacué: la tête de pont de Cologne et les territoires au nord d'une ligne longeant la Ruhr, puis le long de la voie ferrée Jülich, Duren, Euskirchen, Rheinbach, puis le long de la route Rheinbach à Sinzig, et rejoignant le Rhin à la confluence avec l'Ahr; les routes, voies ferrées et lieux mentionnés ci-dessus étant exclus de la zone évacuée.
(ii) À l'expiration de dix ans, il sera évacué: la tête de pont de Coblence et les territoires au nord d'une ligne à tracer à partir de l'intersection entre les frontières de la Belgique, de l'Allemagne et de la Hollande, passant à environ 4 kilomètres au sud d'Aix- la-Chapelle, puis suivant la crête de Forst Gemünd, puis à l'est de la voie ferrée de la vallée de l'Urft, puis le long de Blankenheim, Waldorf, Dreis, Ulmen jusqu'à la Moselle qu’elle suit de Bremm à Nehren, puis en passant par Kappel et Simmern, puis suivant la crête des hauteurs entre Simmern et le Rhin et atteignant cette rivière à Bacharach; tous les lieux vallées, routes et voies ferrées mentionnés ci-dessus étant exclus de la zone évacuée.
(iii) Au terme des quinze ans, il sera évacué: la tête de pont de Mayence, la tête de pont de Kehl et le reste du territoire allemand sous occupation[réf. souhaitée].
Si, à cette date, les garanties contre une agression non provoquée par l'Allemagne ne sont pas jugées suffisantes par les gouvernements Alliés et associés, l'évacuation des troupes d'occupation peut être retardée dans la mesure jugée nécessaire pour obtenir les garanties requises.

### Article 430
Dans le cas où, soit pendant l'occupation, soit après l'expiration des quinze ans susvisés, la Commission des réparations constate que l'Allemagne refuse de respecter tout ou partie de ses obligations au titre du présent traité en matière de réparation, tout ou partie des zones spécifiées à l'article 429 sera immédiatement réoccupé par les forces Alliées et associées.

### Article 431
Si, avant l'expiration du délai de quinze ans, l'Allemagne respecte tous les engagements résultant du présent traité, les forces d'occupation seront immédiatement retirées.